# سارا برک
سارا برک (انگلیسی: Sarah Burke؛ ۳ سپتامبر ۱۹۸۲ – ۱۹ ژانویهٔ ۲۰۱۲) یک اسکی‌باز اهل کانادا بود.